# Effetto Biefeld-Brown

Effetto Biefeld–Brown

L'effetto Biefeld–Brown è un effetto elettrico scoperto da Paul Alfred Biefeld e da Thomas Townsend Brown, che produce un vento ionico che a sua volta trasferisce il suo impulso alle circostanti particelle neutre.
L'effetto, sebbene scoperto a partire dagli anni '20, rimase a lungo sconosciuto perché tenuto segreto dal governo statunitense che a lungo studiò questo effetto per le possibili applicazioni militari.
L'effetto  Biefeld–Brown è una forza che si esercita su un condensatore  asimmetrico quando questo è sottoposto ad alta tensione.
La forza che si esercita è di solito indipendente dal senso di polarizzazione e si esercita dalla parte dell'elettrodo più piccolo.